# Merrill Cook

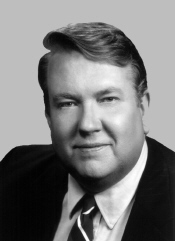
Merrill Cook

Merrill Cook (* 6. Mai 1946 in Philadelphia, Pennsylvania) ist ein US-amerikanischer Politiker. Zwischen 1997 und 2001 vertrat er den zweiten Wahlbezirk des Bundesstaates Utah im US-Repräsentantenhaus.

## Frühe Jahre und politischer Aufstieg
Merrill Cook besuchte die East High School und studierte danach bis 1969 an der University of Utah sowie bis 1971 an der Harvard University. Danach arbeitete er bis 1973 als Buchhalter. Im Jahr 1973 war er Mitbegründer der Firma Cook Slurry Company, die Sprengstoffe für den Bergbau herstellt.  Seit 1973 ist Merrill Cook Präsident dieses Unternehmens.
Cook wurde Mitglied der Republikanischen Partei. Im Jahr 1984 kandidierte er erfolglos für den Schulausschuss in Utah. Ein Jahr später bewarb er sich ebenfalls ohne Erfolg um die Stelle des Bürgermeisters der Stadt Salt Lake City und ein weiteres Jahr später, im Jahr 1986,  scheiterte seine Bewerbung für den Kreisrat (County Commission) im Salt Lake County. Ebenfalls im Jahr 1986 trat er aus der Republikanischen Partei aus und gründete die Utah Independent Party, für die er 1988 als Gouverneur von Utah kandidierte.  Dabei konnte er immerhin 22 % der Wählerstimmen erringen und zum Wahlsieg des republikanischen Kandidaten Norman H. Bangerter beitragen, weil seine Stimmen hauptsächlich zu Lasten des Demokraten Ted Wilson gingen. Im Jahr 1992 kandidierte er erneut für das Gouverneursamt. Diesmal konnte er sogar 34 % der Stimmen erreichen und hinter dem Wahlsieger Mike Leavitt den zweiten Platz belegen. Im Jahr 1994 kandidierte er erstmals erfolglos für das US-Repräsentantenhaus.

## Kongressabgeordneter
Nachdem im Jahr 1996 die republikanische Kongressabgeordnete Enid Greene wegen eines Skandals auf eine erneute Kandidatur verzichtet hatte, trat Cook wieder in die Republikanische Partei ein und bewarb sich erfolgreich um den frei werdenden Platz im Kongress. Er gewann die Wahlen im zweiten Bezirk von Utah mit 55 % der Stimmen gegen den Demokraten Rocky Anderson. Im Jahr 1998 wurde Merrill mit 53 % der Stimmen bestätigt. In dieser Zeit fiel er wegen seines launischen Verhaltens negativ auf. Als die Demokraten mit Jim Matheson einen populären Gegenkandidaten für die Wahl des Jahres 2000 aufstellten und Cook in den Umfragen immer weiter hinter diesem zurückfiel, beschloss die Republikanische Partei eigene Vorwahlen abzuhalten, bei denen Cook dann nicht mehr nominiert wurde. Daher schied er am 3. Januar 2001 aus dem Kongress, dem er seit dem 3. Januar 1997 angehört hatte, aus.

## Weiterer Lebenslauf
2004 kandidierte Merrill Cook als Unabhängiger für das Amt des Bürgermeisters von Salt Lake City. Dabei kam er nur auf 8 % der Wählerstimmen. In den Jahren 2006 und 2008 versuchte er jeweils erfolglos eine Rückkehr in das US-Repräsentantenhaus. Merrill Cook ist mit Camille Cook verheiratet. Er ist Mitglied der Mormonenkirche.